# 동중국해

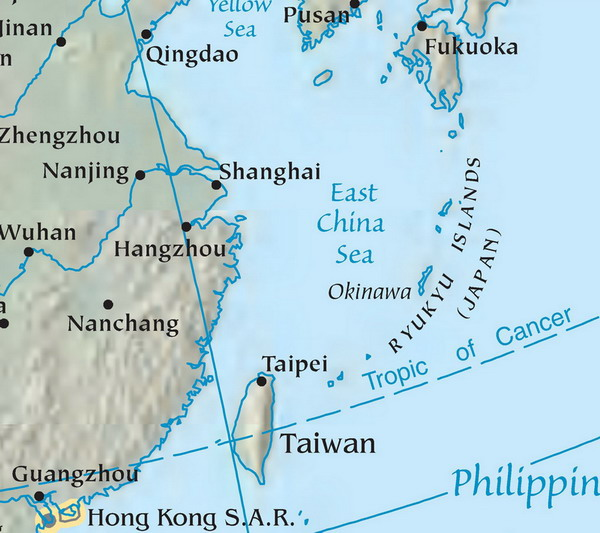
동지나해의 위치

동지나해(영어: East China sea)는 제주도 남쪽부터 대만에 걸쳐있는 서태평양의 연해이다. 일본에서는 히가시시나카이(東支那海, 일본어: 東シナ海 히가시시나카이[*])라고 부르며 한국에서 동지나해라고 부른다. 지나는 영문 차이나를 한자로 표현한 것이다.

## 수역의 정의
대만 해협을 통해 남중국해와, 대한 해협과 제주도 북동쪽 해역을 통해 동해와, 제주도 서쪽 해역을 통해 황해와 이어져 있다.
국제 수로 기구에서 1953년 발간한 《해양과 바다의 경계》(Limits of Oceans and Seas) 제3판에 따르면, 동중국해는 동쪽의 규슈와 류큐 열도를 따라 그은 곡선을 경계로 필리핀해와 나뉜다. 북동쪽은 제주도 동쪽 끝부터 일본의 후쿠에섬 남쪽 끝과 규슈까지 이은 직선을 경계로 동해와 접한다. 북서쪽은 제주도 서쪽(북위 33°17')부터 중국 대륙의 장강 하구까지 이은 직선을 경계로 황해와 접한다. 남서쪽은 대만 북쪽 끝과 푸젠성의 동쪽 해안(북위 25°24')을 이은 선을 경계로 남중국해와 접한다. 해역의 크기는 약 1,249,000 km2이다.

## 자원 분쟁
동중국해 해역의 천연 가스 개발을 둘러싸고 중국과 일본, 대한민국 사이에 분쟁이 계속되고 있다.
일본은 동중국해의 배타적 경제 수역(EEZ)의 경계로 중일 중간선을 주장하는 반면, 중국은 오키나와 해구를 주장하고 있다. 중국이 중일 중간선 서쪽 약 4킬로미터 지점에서 천연가스 채굴시설 준샹중국어 정체자: 春曉, 병음: chūn xiǎo, 일본어: 白樺, しらかば 시라카바[*])를 건설하자 일본은 중간선 동쪽의 천연가스까지 흡수될 수 있다며 개발 중단을 요구했다. 이후 양국은 2008년 6월 중간선을 포함한 해역의 공동 개발에 합의했고, 춘샤오 개발에 일본 기업이 투자하기로 합의하였다. 이후 구체적인 교섭이 좀처럼 진행되지 않았다.

## 같이 보기
- 센카쿠 제도(중국명 댜오위다오)
- 대만
- 제주도
- 마라도
- 이어도
- 남해
- 남중국해